# Imogen Waterhouse
Pour les articles homonymes, voir Waterhouse.
Imogen Hope Waterhouse, née le 9 juin 1994 à Londres, est une actrice et mannequin britannique. Elle est notamment connue pour avoir joué dans le film d'horreur Braid (en) (2018) et dans la série américaine de fantasy The Outpost (2018–2021).
Elle est la soeur de l'actrice Suki Waterhouse.

## Biographie
Née à Hammersmith, quartier de Londres, elle est la fille d'un chirurgien plasticien et d'une infirmière. Elle a deux sœurs et un frère, sa sœur aînée est Suki Waterhouse, également actrice et mannequin.
En 2014, elle signe avec NEXT Model Management, qui travaille également avec sa sœur Suki,. Elle décide cependant de poursuivre principalement une carrière d'actrice et se forme à la Oxford School of Drama (en),,. 

## Carrière
Depuis 2015, Imogen Waterhouse est apparue dans des rôles d'invitée dans diverses séries télévisées. 
En 2016, elle obtient un rôle dans le thriller Nocturnal Animals du styliste et réalisateur Tom Ford. L'année suivante, elle apparaît dans le film The Last Photograph (en) de Danny Huston. 
En 2018, elle obtient l'un des rôles principaux du film d'horreur Braid (en). La même année, elle rejoint le casting de la série de fantasy The Outpost, dans laquelle elle joue la princesse Rosmund, le dernier membre survivant d'une famille royale renversée et assassinée. 
En 2019, elle apparait dans le court métrage Rain Stops Play de Mika Simmons (en), où elle incarne une jeune Américaine devenant l'intérêt amoureux d'une galeriste à New York.
En 2023, elle intègre la série télévisée Apple TV+, The Buccaneers, adaptation du roman inachevé du même nom de la romancière américaine Edith Wharton.

## Filmographie

### Cinéma

#### Longs métrages
- 2016 : Nocturnal Animals de Tom Ford : Chloe
- 2017 : The Last Photograph (en) de Danny Huston : la fille
- 2018 : Braid (en) de Mitzi Peirone : Petula Thames / la docteur

#### Courts métrages
- 2018 : Naan and Balsamic Vinaigrette
- 2019 : Rain Stops Play de Mika Simmons (en) : Alice

### Télévision
- 2015 : The Coroner (en) : Sophie Bailey (épisode : First Love)
- 2015 : Love Advent : elle-même (épisode : Immy Waterhouse)
- 2016 : Lucky Man : Lucie (épisode : Win Some, Lose Some)
- 2017 : The Halcyon : Lady Alexandra Cooper
- 2018–2021 : The Outpost : Gwynn Calkussar / Princesse Rosmund
- 2019 : Do Not Disturb
- 2021 : Les Irréguliers de Baker Street (The Irregulars) : Eleanor Margot
- 2023 : The Buccaneers : Jinny St. George